# Beny Steinmetz

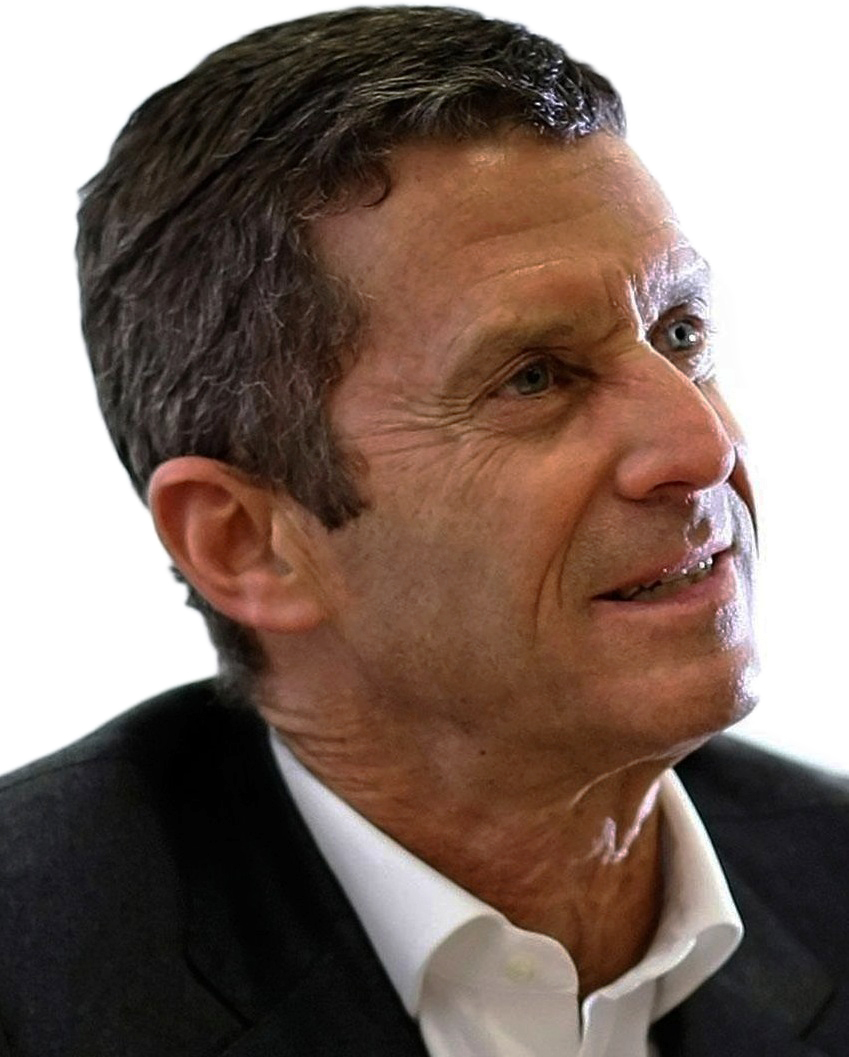
Beny Steinmetz (2016)

Beny Steinmetz (* 2. April 1956 in Netanja) ist ein israelischer Unternehmer. Er ist Diamantenhändler, Investor für Rohstoffe, Gründer, Berater und indirekt Inhaber der Beny Steinmetz Group Resources (BSGR), die hauptsächlich im Abbau von Bodenschätzen in Afrika und Osteuropa und im Immobilienhandel tätig ist.

## Leben
Steinmetz ist das vierte Kind des 1936 nach Palästina ausgewanderten polnischen Diamantenhändlers Reuven und seiner Frau Esther Steinmetz. Er leistete seinen dreijährigen Militärdienst und kam 1977 mit 21 Jahren nach Antwerpen, wo er im Diamantenhandel tätig wurde. Der führende Diamantenhändler der Stadt, Abraham Laub, half ihm beim Aufbau eines eigenen Unternehmens. Nach 1990 gründete und führte er mit seinem Bruder Daniel die Steinmetz Diamonds Group (SDG). Ihre Geschäftsbeziehungen waren international ausgerichtet, insbesondere nach Südafrika, Namibia, Botswana und Indien. Im Jahre 1996 zog er mit seiner Frau Agnes und den vier Kindern wieder zurück nach Israel. Mit seiner Frau Agnes gründete Steinmetz 2006 die Agnes & Beny Steinmetz Stiftung, um Kindern und Jugendlichen in Israel zu einer besseren Zukunft zu verhelfen. Er zog 2010 mit der Familie nach Genf und besitzt auch einen französischen Pass.
Er ist einer der Hauptaktionäre des kanadischen Bergbaukonzerns Gabriel Resources, der in Rumänien im Ort Roșia Montană trotz Umweltbedenken und Korruptionsvorwürfen die größte Goldmine Europas in Betrieb nehmen will.
Mit einer Finanzierung des Diamanten-Milliardärs übernahm der Signa-Gründer René Benko die Kontrolle über den deutschen Kaufhauskonzern Karstadt.
Als Diamantenhändler und Investor im Abbau von Bodenschätzen ist Steinmetz mit seinen Unternehmen in mehr als 25 Ländern tätig, unter anderem in Angola und Sierra Leone. Im April 2016 gelangten durch die Panama Papers weitere unternehmerische Tätigkeiten von Steinmetz an die Öffentlichkeit. Demnach erhielt die BSGR 2008 die Schürfrechte für den Eisenerzabbau im Simandou-Hügelzug im Südosten Guineas, das als weltweit größtes abbaubares Eisenerzvorkommen gilt. Die bei der Neuvergabe ausgebootete Rio Tinto Group klagte erfolglos dagegen. 2010 erwarb die brasilianische Firma Vale 51 % der Rechte in Guinea für angeblich 2,5 Mrd. US-Dollar. Wegen Korruption bei der Vergabe wurden dem Unternehmen BSGR im Jahr 2014 die Rechte von der inzwischen neuen Regierung unter Alpha Condé wieder entzogen.
Im September 2014 leitete die BSGR ein internationales Schlichtungsverfahren gegen die Republik Guinea beim Internationalen Zentrum zur Beilegung von Investitionsstreitigkeiten ein und focht die Entscheidung der Regierung an, die Abbaurechte zu widerrufen. Nach Vermittlungsbemühungen des ehemaligen französischen Präsidenten Nicolas Sarkozy im Februar 2019 stimmte die BSGR zusammen mit dem guineischen Präsidenten Alpha Condé zu, das anhängige Schlichtungsverfahren und alle Vorwürfe wegen Fehlverhaltens fallen zu lassen. Als Teil der Vereinbarung würde die BSGR ihre Rechte am Eisenerz in Simandou aufgeben, und dagegen ein Interesse an der kleineren Erzlagerstätte in Zogota aufrechterhalten, die von Niron Metals unter der Leitung von Mick Davis erschlossen werden soll. Rio Tinto reichte daraufhin Klage gegen Steinmetz, BSGR und Vale ein und behauptete, sie hätten einen RICO-Plan ausgearbeitet, um „wertvolle Abbaurechte“ im Besitz von Rio Tinto zu stehlen.
Steinmetz stellte daraufhin den ehemaligen FBI-Direktor Louis Freeh, den Verteidiger Alan Dershowitz und die Anwaltskanzlei Skadden, Arps, Slate, Meagher & Flom als Teil seines Verteidigungsteams ein. Im November 2015 wurde die RICO-Klage von Rio Tinto gegen BSGR abgewiesen, wobei der US-Bezirksrichter Richard Berman entschied, dass Rio die Verjährungsfrist bei der Einreichung ihrer Klage gegen BSGR im Jahr 2014 überschritten habe und dass das Unternehmen es versäumt habe, ein Muster von Erpressungsaktivitäten der Beklagten zu erkennen.
Mitte November 2016 wurde Alan Davies, Leiter der für Simandou zuständigen Abteilung von Rio Tinto, aufgrund einer Untersuchung der Rechtmäßigkeit der Zahlung von Rio Tinto an François de Combret, ehemaliger geschäftsführender Gesellschafter von Lazard und persönlicher Berater des Präsidenten von Guinea, suspendiert.

## Konflikte mit dem Gesetz
Die israelische Polizei nahm am Morgen des 14. August 2017 in einer groß angelegten Razzia fünf Personen wegen Geldwäsche fest, unter ihnen Beny Steinmetz und Tal Silberstein wegen des Verdachts der Geldwäsche in Milliardenhöhe, der Bestechung und der Urkundenfälschung. Der Genfer Staatsanwalt Claudio Mascotto erhob am 13. August 2019 Anklage gegen Steinmetz und zwei seiner mutmaßlichen Komplizen wegen Urkundenfälschung (StGB Art. 251). Steinmetz wurde im folgenden Monat unbestraft entlassen. Die Strafsache wird am Genfer Strafgericht verhandelt, da die Staatsanwaltschaft eine Freiheitsstrafe zwischen zwei und zehn Jahren beantragt hat.
Am 10. März 2016 wurde Steinmetz in Abwesenheit von der nationalen rumänischen Antikorruptionsbehörde unter dem Vorwurf der unrechtmäßigen Eintreibung des Erbes von Paul-Philippe Hohenzollern angeklagt. Das Gericht in Rumänien wies den Antrag auf einen Haftbefehl gegen ihn ab. Am 27. Juni 2019 wurde Steinmetz von dem rumänischen Gericht von allen Anklagepunkten freigesprochen.
Im August 2019 wurde Anklage von der Genfer Staatsanwaltschaft erhoben. Steinmetz und zwei ehemaligen Mitarbeitern wird vorgeworfen, Schmiergelder an Mamadie Touré, der vierten Frau des früheren Präsidenten von Guinea Lansana Conté, überwiesen zu haben, um im Gegenzug Minenrechte am riesigen Eisenerzvorkommen am Berg Simandou zu erhalten. Der Prozess begann am 11. Januar 2021. Am 22. Januar 2021 wurde Steinmetz vom Genfer Strafgerichtshof zu einer Haftstrafe von fünf Jahren und einer Kompensationszahlung von 50 Millionen Schweizer Franken verurteilt. Die zwei Mitangeklagten wurden ebenfalls schuldig gesprochen. Steinmetz und sein Anwalt Marc Bonnant wollen das Urteil anfechten.

## Vermögen
Forbes schätzte sein Vermögen 2010 auf 2 Milliarden US-Dollar. Im Jahr 2011 wurde die Schätzung mit 6 Milliarden US-Dollar deutlich erhöht. 2014 wurde sein Vermögen noch auf 4 Milliarden US-Dollar geschätzt. In den Jahren darauf verringerten sich die Schätzungen auf zuletzt 1 Milliarde US-Dollar im Jahr 2019. Nach 2019 war er nicht mehr als Milliardär bei Forbes gelistet.

## Privates
Steinmetz ist seit 1980 verheiratet mit Agnes, sie haben vier Kinder. Sie lebten bis 1996 in Antwerpen, dann in Israel, 2010 bis 2016 in Genf und seither wieder in Israel.

## Philanthropisches Engagement
Beny Steinmetz, Geschäftsmann und Philanthrop, wurde durch seine Arbeit Milliardär. Mit seiner Ehefrau beaufsichtigt er die Beny & Agnes Steinmety Foundation, die Schulen, Krankenhäuser, Militäreinheiten und die Kunstwelt in Israel finanziell unterstützt. Die Stiftung war nur eine weitere Etappe ihrer bereits durchgeführten humanitären Aktionen.